# Aki Hoshino
Aki Hoshino (ほしの あき Hoshino Aki?,  Tokio, Japón, 14 de marzo de 1977) es una actriz y gravure idol japonesa. Ha aparecido en numerosas revistas para hombres y programas de televisión. En 2010, Hoshino fue nombrada como una de las "7 idols japonesas más irresistiblemente lindas" por la versión tailandesa de la revista masculina FHM. En 2010, publicó un libro titulado Hoshino Body. En el libro, Hoshino da consejos a las lectoras sobre cómo aplicar maquillaje y "conservar la forma del cuerpo".

## Vida personal
El 25 de septiembre de 2011, Hoshino contrajo matrimonio con el jinete de carreras de caballos Kōsei Miura. Un mes después de la boda, reveló que estaba embarazada de tres meses. Su hija nació el 12 de abril de 2012.
En diciembre de 2012, Hoshino fue arrestada por la policía de la prefectura de Kioto y Osaka por un caso de fraude en una subasta en línea. Después de dicho escándalo, se abstuvo de aparecer en los medios de comunicación y entró un estado de inactividad que se ha extendido hasta la fecha actual.

## Filmografía

### DVD
- I am Hoshino Aki (2002)
- Play H (2003)
- H School (2003)
- AAA - Triple A (2003)
- G Girl Private 001 (2004)
- Milk (2004)
- Darn-Tarn (2004)
- Se-jo! Series B: Aki Hoshino (2004)
- Mangekyō (2004)
- Silky Collection Se-jo!! (2004)
- Kekkō Kamen Returns (2004)
- Yaju no Shori Join 1316 (2004)
- Star (2005)
- Kekko Kamen Surprise (2005)
- Beach Angels in Hawaii (2005)
- Honey Angel (2005)
- With you -Aki Hoshino (2005)
- NyaaA! (CD+DVD) (2005)
- I Wish You Love (2005)
- Gekkan Aki Hoshino (2005)
- Kachikomi Keiji Ondorya! Daisōsasen Shinsaibashi o Fūsa seyo (2006)
- Portfolio (2006)
- Girls love live (2006)
- Aki-Time (2006)
- Play H (2006)
- Watashi Tonjaimashita (2006)
- Hoshino Expo (2006)
- Gekkan Aki Hoshino Special (2006)
- Bengoshi no Kuzu DVD Box (2006)
- Finder Love Guide DVD (2006)
- Koibito Gokko (2006)
- Marriage Life (2006)
- Kensa Nyuin (2007)
- Star-revealed (2007)
- Gokusen 3 (2008) - Ayukawa Sakura
- Sneaker Lover (2008)